# Prudente de Morais (kommun i Brasilien)
Prudente de Morais är en kommun i Brasilien.   Den ligger i delstaten Minas Gerais, i den sydöstra delen av landet, 600 km sydost om huvudstaden Brasília. Antalet invånare är 9 576.
Omgivningarna runt Prudente de Morais är huvudsakligen savann. Runt Prudente de Morais är det ganska tätbefolkat, med 172 invånare per kvadratkilometer.